# Ante Vidošević
Ante Vidošević (Sinj, 2. listopada 1925. – Zagreb, 23. kolovoza 1975.), hrvatski nogometni reprezentativac.
Obrambeni igrač, započeo je nogometnu karijeru u RNK Splitu, a kasnije se preselio u Zagreb i pristupio NK Zagrebu.
Nastupio je jedan put i za hrvatsku nogometnu reprezentaciju i to u Zagrebu, protiv Indonezije (5-2), 12. rujna 1956. Bila je to jedina međunarodna utakmica koju je hrvatska reprezentacija odigrala u vrijeme dok je bila sastavni dio Jugoslavije.